# 自由民主党顧問
自由民主党顧問（じゆうみんしゅとうこもん）は、自由民主党に置かれる顧問。本項では首相経験者や衆参両院の議長経験者などが就いてきた最高顧問についても述べる。

## 党顧問
自由民主党党則第68条は「本党に、顧問若干名を置く。」と定める。具体的には党則第69条で総務会の議を経て、総裁が広く有識者の中から委嘱するものとしている。
党則第70条により顧問は総裁又は党執行機関の諮問に応じて意見を述べるものとされる。
自民党の顧問制度は国会議員として25年在職の表彰を受けた永年在職議員が自動的に委嘱され（そのほか首相・衆参両院議長も該当）、議員を辞めても退任しなかったため人数が膨大になったとされる。奥野誠亮の自伝では1988年に25年在職の表彰を受けた際に自民党顧問になったとの記載がある。

## 党最高顧問
1980年（昭和55年）に正・副総裁並びに衆参両院議長の経験者を有資格者とする最高顧問が創設され、当時存命だった第56-57代岸信介・第66代三木武夫・第67代福田赳夫の歴代総理総裁および二階堂進らが就任して1980年代の政界に一定の影響力をもったが、1990年代中期に廃止された（以後およそ30年間にわたって自由民主党最高顧問の職は置かれなかった）。最高顧問は「有資格者の中から総裁が委嘱する」とされていて自動的に就任できる訳ではなく、岸の最高顧問就任は1982年（昭和57年）であった。
最高顧問経験者が要職に就いた例は稀だが、土屋義彦が参議院議長退任後に埼玉県知事に就任した例、第76-77代内閣総理大臣海部俊樹が1991年の首相退任後に最高顧問となった後、離党し新進党党首などの他党幹部を歴任した例がある。中止となった最高顧問の総裁擁立構想としては、1982年の「総総分離」での福田総裁擁立案、1987年の総裁選への二階堂の出馬構想、1989年の福田と元衆院議長坂田道太の総裁擁立案があった。
最高顧問廃止後の旧資格者の要職就任例としては、1998年の第78代内閣総理大臣宮澤喜一による蔵相就任を皮切りに、第16代総裁河野洋平・第82-83代内閣総理大臣橋本龍太郎・第92代内閣総理大臣麻生太郎といった総理・総裁経験者の入閣、さらに第90代内閣総理大臣安倍晋三の返り咲き、第24代総裁谷垣禎一の幹事長就任などがある。河野は後に衆議院議長、麻生は副総裁を務めた。綿貫民輔は衆議院議長退任後もしばらく自民党議員であったが、後に離党し国民新党代表となっている。小渕恵三は副総裁を務めた後に間をおいて総理・総裁となっている。
1994年（平成6年）に中曽根康弘が退任して以降、およそ30年間にわたって最高顧問の職は置かれていなかったが、2024年（令和6年）9月30日に副総裁を退任した麻生太郎が就任した。
麻生の就任時には党則に拠る役職ではなかったが、2025年（令和7年）3月9日に執り行われた党大会において、顧問に関わる記述である第68条〜70条に書き加えられる形で党則が改正され、即日施行された。
| 氏名       | 期間            |
| ---------- | --------------- |
| 福田赳夫   | 1980年 - 1995年 |
| 三木武夫   | 1980年 - 1988年 |
| 灘尾弘吉   | 1980年 - 1983年 |
| 前尾繁三郎 | 1980年 - 1981年 |
| 安井謙     | 1980年 - 1986年 |
| 岸信介     | 1982年 - 1987年 |
| 鈴木善幸   | 1982年 - 1995年 |
| 徳永正利   | 1983年 - 1989年 |
| 福田一     | 1983年 - 1990年 |
| 福永健司   | 1985年 - 1988年 |
| 木村睦男   | 1986年 - 1989年 |
| 二階堂進   | 1986年 - 1995年 |
| 坂田道太   | 1986年 - 1990年 |
| 中曽根康弘 | 1987年 - 1989年 |
| 藤田正明   | 1988年 - 1989年 |
| 宇野宗佑   | 1989年 - 1995年 |
| 原健三郎   | 1989年 - 1995年 |
| 田村元     | 1990年 - 1994年 |
| 土屋義彦   | 1991年 - 1992年 |
| 竹下登     | 1991年 - 1993年 |
| 中曽根康弘 | 1991年 - 1994年 |
| 麻生太郎   | 2024年 - 現職   |